# 6340 Kathmandu
6340 Kathmandu è un asteroide della fascia principale del diametro medio di circa 19,97 km. Scoperto nel 1993, presenta un'orbita caratterizzata da un semiasse maggiore pari a 3,2265316 UA e da un'eccentricità di 0,1446108, inclinata di 2,30733° rispetto all'eclittica.